# 大薩瓦納德博亞
18°57′0″N 69°48′0″W / 18.95000°N 69.80000°W
大薩瓦納德博亞（西班牙語：Sabana Grande de Boyá），是多明尼加共和國的城鎮，位於該國東部，由銀山省負責管轄，面積535.08平方公里，2012年人口30,085，人口密度每平方公里56人。